# Euclasta
Euclasta is een geslacht van vlinders van de familie grasmotten (Crambidae). De wetenschappelijke naam van dit geslacht is voor het eerst voorgesteld door Julius Lederer in een publicatie uit 1855.

## Soorten
- E. amseli Popescu-Gorj & Constantinescu, 1973
- E. bacescui Popescu-Gorj & Constantinescu, 1977
- E. defamatalis (Walker, 1859)
- E. gigantalis Viette, 1957
- E. insularis Viette, 1958
- E. maceratalis Lederer, 1863
- E. mirabilis Amsel, 1949
- E. montalbani Popescu-Gorj & Constantinescu, 1977
- E. pauli Popescu-Gorj & Constantinescu, 1973
- E. sidamona Rougeot, 1977
- E. socotrensis Popescu-Gorj & Constantinescu, 1977
- E. splendidalis (Herrich-Schäffer, 1848)
- E. stoetzneri (Caradja, 1927)
- E. varii Popescu-Gorj & Constantinescu, 1973
- E. vitralis Maes, 1997
- E. warreni Distant, 1892